# Дегтярь, Мотя Израилевич
Мотя Израилевич Дегтярь (15 июля 1909, Птичь, Могилёвской губернии — 9 ноября 1939) — еврейский советский прозаик.

## Биография
Родился в семье сапожника. Работал маляром и рабочим на заводе «Большевик». Окончил литературный факультет Минского педагогического института (1937). Печатался с 1930 года. Работал в редакции минской газеты «Октябер».
Автор книг «На подмостках» (1934), «Советская Беларусь» (1935), «Бойер» («Строители», 1936), «Трае вехтер» («Верные стражи», 1938), «Унзер эрд» («Наша земля», 1939) и «Бридер» («Братья», 1940).
Погиб во время советско-финляндской войны. Посмертный сборник рассказов «Цимбалы» на русском языке вышел в 1969 году в московском издательстве «Советский писатель».